# 空中戦機AIRBOTS
空中戦機AIRBOTS（くうちゅうせんきエアボッツ）とはウィズから発売されているロボットの形をした飛行玩具・模型航空機。

## 概要
他のロボットと対戦させる、といった遊び方が提案されている。飛行（浮上）には反転交差式回転翼を使用している。反転交差式回転翼により自律安定性があるため、通常のヘリコプターと異なり、一旦バランスが崩れるとそのまま落下するといったことがないため、ぶつけあって対戦するなどといった遊び方が可能になっている。動力は電気モーターであり、電力は有線リモコンから供給する。
2008年には、『鉄人28号』や『がんばれ!!ロボコン』といった既存のキャラクターをモチーフにした「キャラボッツシリーズ」や「EXシリーズ」が発売された。また、ドラゴンなどのモンスターをモチーフにした「エアボッツNEXT」は、次世代ワールドホビーフェアに出展されたものの発売には至らなかった。